# Kathakali

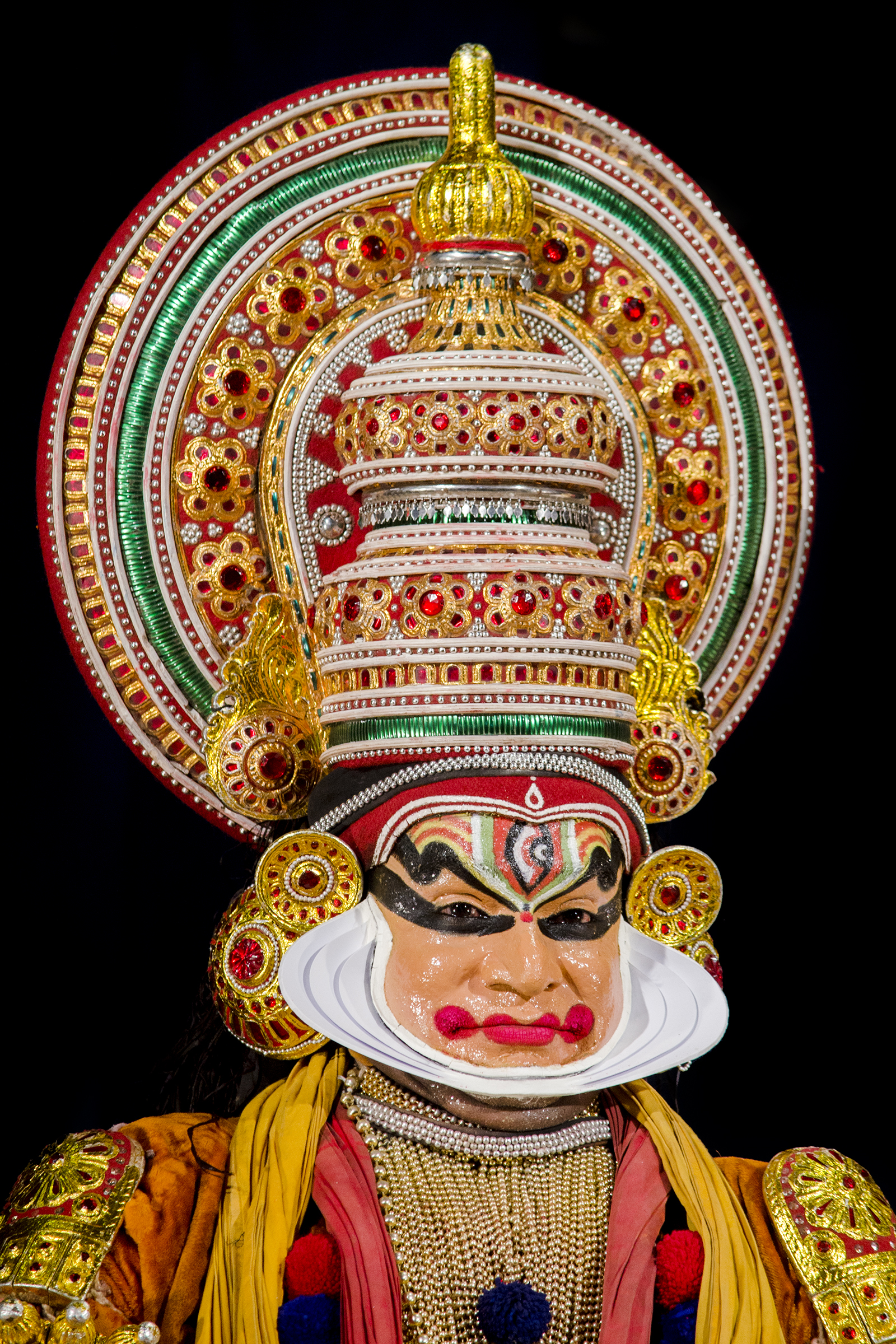
Kathakali-Tänzer als edler Pachcha

Kathakali (malayalam: കഥകളി; katha steht für Geschichte, kali für Darbietung oder Schauspiel) ist eine expressive Form des indischen Tanzes oder Tanzdramas, die vor allem im südindischen Bundesstaat Kerala gepflegt wird.

## Gegenstand
Kathakali wird als eine der ältesten Tanzformen angesehen. Es ist eine spektakuläre Mischung aus Drama, Tanz, Musik und Ritual. Charaktere mit lebendig bemalten Gesichtern und aufwendigen Kostümen erzählen Geschichten aus den Hindu-Epen Mahabharata und Ramayana. 
Kathakali ist eine harmonische Kombination aus fünf Teilbereichen der Kunst:
- Literatur (Sahithyam)
- Musik (Sangeetham)
- Malerei (Chithram)
- Schauspiel (Natyam)
- Tanz (Nritham)

## Inszenierung und Geschichte

Musikalisch begleitet wird eine Kathakali-Vorführung meist nur mit Trommeln. Hier die Zylindertrommel chenda

Weder Darstellung noch Inhalte von Kathakali-Aufführungen sind sonderlich naturalistisch;
so werden fast ausschließlich Dämonen oder Götter aus der hinduistischen Mythologie dargestellt,
und Mimik sowie Gestik sind künstlich überhöht und auf eine gewisse Anzahl von Ausdrucksformen
(z. B. mutig, wütend, liebreizend, eifersüchtig) beschränkt. Typisch für Kathakali ist, dass alle Rollen,
auch die weiblichen, von männlichen Darstellern gespielt werden.
Die Darsteller spielen und tanzen pantomimisch, von gelegentlichen Schreien oder Rufen abgesehen, während die Handlung von einem oder zwei Musikern, die sich im Hintergrund halten, gesungen wird. Mimik, Gestik und Choreografie erfordern ein hohes Maß an Disziplin. Die Ausbildung von Kathakali-Tänzern beginnt typischerweise schon im Kindesalter und dauert bis zu 10 Jahre.
Begleitet wird die Aufführung immer von zwei oder mehr Musikern, die passend zum Tanz Trommeln schlagen, üblicherweise die senkrecht gespielte Zylindertrommel chenda, die horizontale Fasstrommel madhalam und die sanduhrförmige idakka. Dazu tragen Sänger Nachdichtungen teils in Sanskrit, teils in Malayalam, aus den indischen Volksepen Mahabharata und Ramayana vor.
Obwohl Kathakali Einflüsse des klassischen Sanskrit-Theaters, von religiösen Ritualtheatern wie Teyyam, Mutiyettu und Ayyappan tiyatta sowie von Kutiyattam aufweist, bildete es sich erst im 17. Jahrhundert als eigenständige Theaterform heraus.

## Maskierung

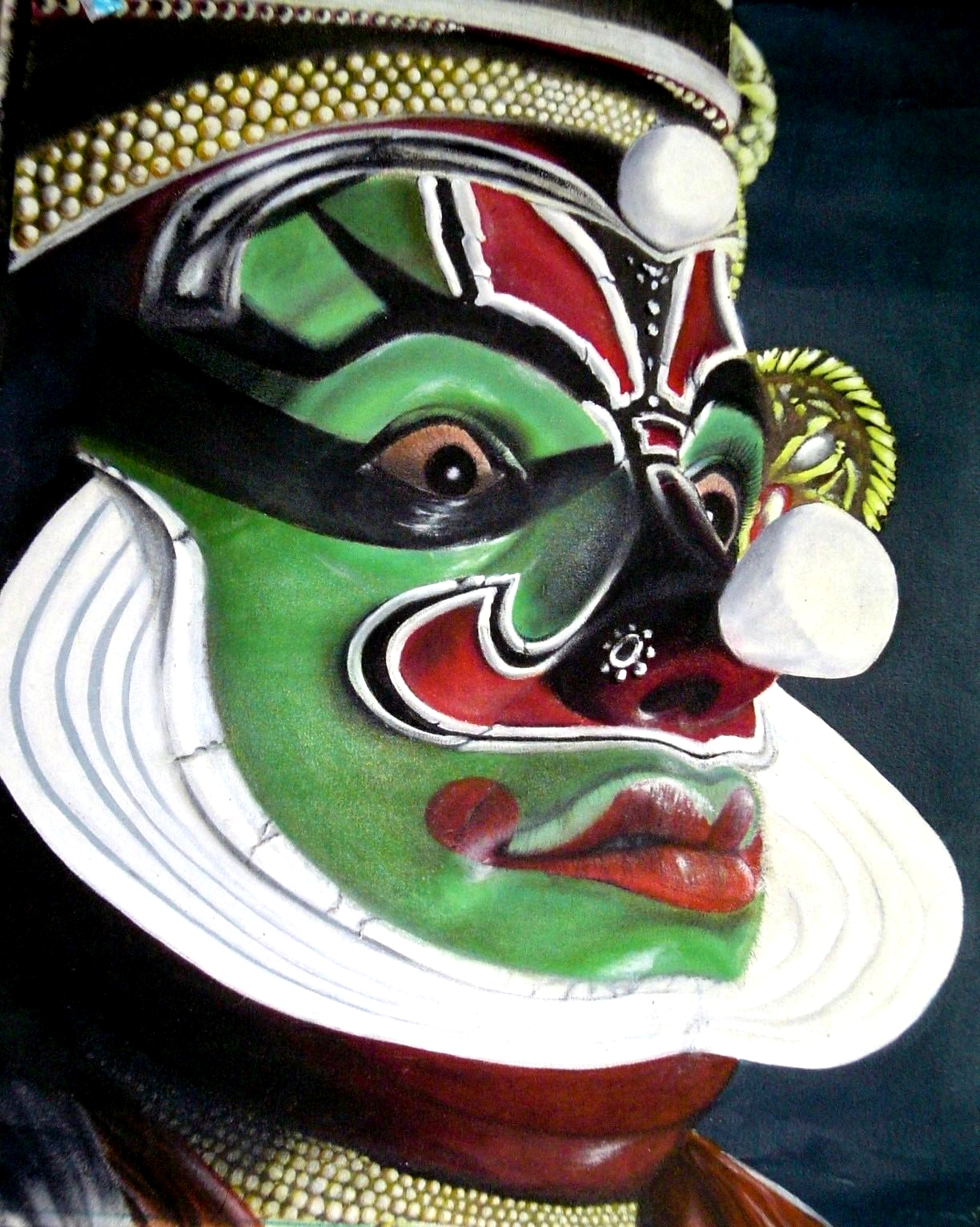
Nahansicht der aufwendig gestalteten Maske eines Kathi

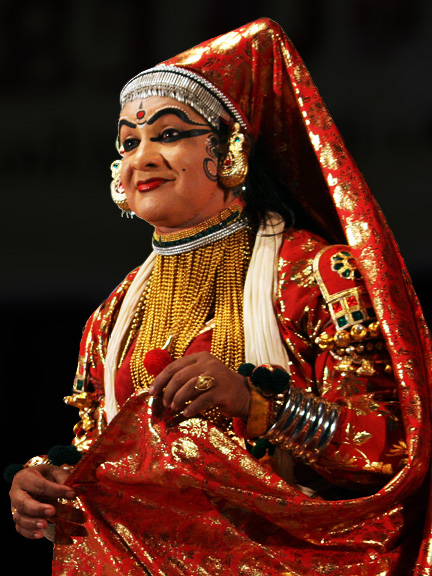
Weibliche Rollen, wie hier eine Minukku, werden traditionellerweise von Männern dargestellt, Frauen finden jedoch zunehmend Anerkennung im Kathakali.

Eine große Bedeutung kommt den Masken der Darsteller zu: Durch die Wahl von Farbe und Muster wird der darzustellende Charakter festgelegt. Das Schminken und Kostümieren der Darsteller nimmt oft mehrere Stunden in Anspruch. Haupt-Charaktere im Kathakali sind:
- Pachcha: sind leuchtend grün geschminkt, und stellen positive Charaktere, edle Helden oder wichtige Gottheiten dar.
- Kathi: sind böse und gerissene Charaktere, die zwar oft adeliger Herkunft sind, wie ihre gleichfalls grüne Schminke andeutet, aber negativ besetzt sind, was sich durch ihre nach oben gerichteten Schnurrbärte und weißen Höcker auf der Nase erkennen lässt.
- Chuvanna Thaadi: sind machthungrig und gemein und haben schwarze Gesichter sowie blutrote Bärte
- Kari: sind Menschenfresserinnen und Hexen, stellen die gefährlichsten und gerissensten Charaktere dar, und haben schwarze Gesichter sowie riesige Brüste.
- Minukku: sind edle Charaktere, Frauen und Weise. Sie haben blassgelbe Gesichter und tragen saris (Frauen) oder orangefarbene dhotis (Männer).

## Kathakali heute
Kathakali ist, obwohl es streng traditionell betrieben wird, eine lebendige Kunstform, und erfreut sich in Kerala großer Beliebtheit. In größeren keralischen Städten wie Kochi gibt es zahlreiche Kathakali-Schulen. In der Kalamandalam Deemed University nördlich von Thrissur werden professionelle Tänzer und Musiker unter anderem für Kathakali ausgebildet. Aufführungen werden vielerorts häufig angeboten, vor allem im Rahmen von Festivals und Feierlichkeiten aller Art, gelegentlich auch für Touristen. Typische Aufführungen finden auch im Rahmen von Tempelfesten statt, beginnen oft erst abends, und gehen oft bis in den frühen Morgen. Höhepunkt ist es dann, im Morgengrauen die Tötung des bösen Charakters oder eines Dämons mitzuerleben. 
Touristische Inszenierungen sind meist deutlich kürzer und enthalten eine Erläuterung der dargestellten Szenen.

## Bekannte Kathakali-Darsteller
- Kavungal Chathunni Panicker (* 1922)
- Ramankutty Nair (1925–2013)
- Kottakkal Sivaraman (1936–2010)
- Kalamandalam Gopi (* 1937)
- Vasu Pisharody (* 1943)
- K. Radhakrishnan (* 1949)
- Kalamandalam Kesavan Namboodiri (* 1955)